# ناصر الدين الشاعر
ناصر الدين محمد أحمد الشاعر (9 ديسمبر 1961 في سبسطية -)، وزير التربية والتعليم في فلسطين سابقًا في حكومة الوحدة.
عمل عميد كلية الشريعة في جامعة النجاح الوطنية، وهو أستاذ مساعد في قسم الفقه والتشريع، تخصص فقه مقارن، وأستاذ مقارنة الأديان.
شغل منصب نائب رئيس الوزراء ووزير التربية والتعليم في الحكومة السابقة، واعتقل خلالها لمدة شهرين في سجون الاحتلال، وشغل أيضاً منصب وزير التربية والتعليم في حكومة الوحدة.

## التحصيل العلمي
1980 : الثانوية العامة فرع علمي من مدرسة سبسطية الثانوية.
1985 : البكالوريوس في (الفقه والتشريع) بتقدير ممتاز من قسم الدراسات الإسلامية في جامعة النجاح الوطنية بنابلس وبمعدل 85,13% وكان ترتيبه الأول على الدفعة فحصل على منحة للماجستير.
1989 : الماجستير في (الفقه والتشريع) بتقدير ممتاز من قسم الدراسات الإسلامية في جامعة النجاح الوطنية بنابلس، ورسالة الماجستير في (أصول الفقه) بموضوع (مفهوم المخالفة عند الأصوليين). ولما حصل على تقدير ممتاز وكان يدرس في منحة فقد تم تعيينه محاضراً في القسم بعد تخرجه.
1996 : الدكتوراه من قسم دراسات الشرق الأوسط في جامعة مانشستر ببريطانيا، ورسالة الدكتوراه التي عقدت مقارنة بين الإسلام واليهودية، تضمنت تركيزاً خاصاً على مكانة المرأة في الديانتين.
1998 : اشترك بعد الدكتوراه في برنامج علمي حول الدين والديمقراطية في أمريكا، وحصل على شهادة بذلك من معهد الدراسات الأمريكية الدولي في جامعة نيويورك.

## الخبرات العلمية
1985-1989: التدريس في المدراس الثانوية الحكومية والخاصة في سلك التربية والتعليم.
1989-1990: عضو هيئة تدريس في قسم الدراسات الإسلامية في جامعة النجاح الوطنية بنابلس، حيث غادر الجامعة بعدها في إجازة لدراسة الدكتوراه ببريطانيا.
منذ 1996: عضو هيئة تدريس، أستاذ مساعد، في قسم الفقه والتشريع بكلية الشريعة في جامعة النجاح الوطنية، ومدرس غير متفرغ لفترة محدودة في جامعة القدس المفتوحة.
2001: عميد كلية الشريعة في جامعة النجاح الوطنية بنابلس.

## خبرات إضافية
- 1981 : رئيس منتخب لمجلس اتحاد الطلبة في جامعة النجاح الوطنية بنابلس.
- 1997- 2001: عضو هيئة إدارية منتخب لنقابة العاملين في جامعة النجاح الوطنية لثلاث دورات.
- 1998-2001: عضو في لجنة التخطيط والتطوير الرئيسية في جامعة النجاح الوطنية لدورتين.
- 2000 -2005: رئيس منتخب للجمعية التعاونية الاستهلاكية للعاملين في جامعة النجاح.

## إسهامات وأنشطة أكاديمية ومجتمعية
- إصدار كتاب حول «عملية السلام الفلسطينية الإسرائيلية»، مع ترجمته إلى الإنجليزية.
- إصدار كتاب حول «واقع الأئمة والوعاظ في فلسطين بين الواقع والطموح».
- المشاركة في تأليف وإصدار كتاب «حقوق الإنسان في مناهج التعليم الديني العالي».
- المشاركة في تأليف وإصدار كتاب «الأولويات الإسرائيلية».
- المشاركة في تأليف وإصدار كتاب الثقافة المقرر لطلبة الجامعة.
- نشر العديد من الأبحاث العلمية في المجلات المحكمة مثل: العولمة، الجندر، العنف العائلي، الصحة الإنجابية، وغيرها، ومعالجة ذلك من منظور إسلامي.
- كتابة المقالات في الصحف والمجلات في المجالات الاجتماعية والفكرية والدينية والثقافية وسواها.
- المشاركة في العديد من البرامج التلفزيونية في المجالات الثقافية والدينية والفكرية والاجتماعية.
- ممارسة الخطابة لدى الأوقاف والشؤون الإسلامية وعلى فترات منذ عام 1979.
- المشاركة في تدريب أكثر من فريق إرشاد وفي أكثر من مجال مجتمعي وقانوني وحقوقي وشرعي وديني لصالح مراكز ومؤسسات مدنية وبحثية في الوطن.
- يعتبر كشخصية مستقلة.
- تأسيس مركز حاسوب في جامعة النجاح الوطنية عام2000 لأغراض البحث العلمي.
- المشاركة في الكثير من الندوات والورشات والأنشطة الثقافية والاجتماعية، كتلك التي تعالج موضوع المرأة وتقيمها المراكز البحثية والثقافية والاجتماعية والنسوية والشبابية الموجودة في الوطن.
- المشاركة في العديد من الملتقيات الشبابية التي تقام من حين لآخر، كمؤتمر شباب فلسطين الأول والثاني، وكمؤتمر القيادات الشابة في فلسطين، والعديد من المؤتمرات العلمية والمجتمعية الأخرى.
- الإشراف على برنامج ثقافي سياسي متعدد الأوجه لدراسة المجتمع الإسرائيلي ومدى انعكاس الأهداف والأولويات الإسرائيلية على القضية الفلسطينية، حيث شارك في فقراته (في الفترة 2000*2005) نخبة من المختصين وصناع القرار وذوي الشأن والخبرة في كل مجال وذلك بمعدل ندوة كل شهرين.
- إعطاء محاضرات توجيهيه، اجتماعية وثقافية وتربوية وعلمية، لطلبة المدارس.
- متابعة مناهج التعليم ومقرراتها المدرسية.
- المشاركة في متابعة عدد من القوانين المنظمة لحقوق العاملين في الجامعات الفلسطينية والكادر الوظيفي من خلال الحوار الذي عقدته نقابات العاملين مع رؤساء الجامعات، أثناء عضويتي في النقابة.
- المشاركة في العديد من المؤتمرات في الوطن والخارج، وتقديم أوراق علمية فيها، في أكثر من مجال.

## الحياة الشخصية

### محاولة اغتياله
تعرض ناصر الدين الشاعر إلى محاولة اغتيال في 22 يوليو 2022 حين أطلق مسلحون النار عليه من داخل مركبة توقفت مقابل مركبته، ما أدى إلى إصابته بنحو 6 رصاصات في قدميه.

### الزواج والعائلة
متزوج من هدى عبد الكريم محمود، وله ولدان (قاسم وعبد الله) وأربع بنات (تسنيم وجنان وأروى وأبرار).[بحاجة لمصدر]